# Ergenekon (mythologie)
Pour les articles homonymes, voir Ergenekon.
Ergenekon ou Ergeneqon (turc : Ergenekon, mongol : Эргүнэ хун / Ergüne khun) est un mythe fondateur turco-mongol,.

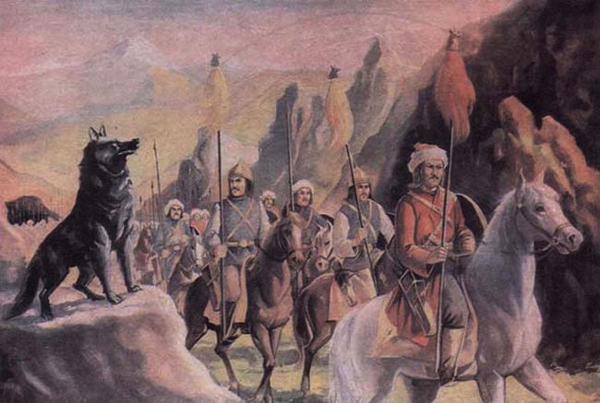
Sortie d'Ergenekon

## Origines
D'après différentes recherches sur le mythe Turc des origines, des similitudes existent entre les épopées des Göktürks et l'épopée de l'Ergenekon, le premier à effectuer la comparaison étant Joseph de Guignes. Cependant, cette relation est contestée.

## Version turque
Dans la mythologie turque, ce mythe a pour but d'expliquer l'origine du Khaganat turc. La légende de l'Ergenekon raconte une grande crise chez les anciens Turcs. À la suite d'une défaite militaire, les Turcs trouvent refuge dans la légendaire vallée de l'Ergenekon, où ils sont pris au piège pendant quatre siècles. Ils sont finalement relâchés lorsqu'un forgeron créé un passage par fusion de la montagne, permettant au loup gris Asena de les guider. La population qui a quitté la vallée fonde le Khaganat turc, au sein duquel la vallée tient lieu de capitale,,,,,. Une cérémonie de nouvelle année commémore l'échappée ancestrale depuis Ergenekon. La capitale à laquelle il est fait référence est vraisemblablement Ordu-Balık.

## Version mongole
Dans la version mongole, Ergenekon est le refuge des ancêtres des Mongols, Nekuz et Qiyan, comme le raconte au XIVe siècle l'histoire littéraire Jami al-tawarikh, écrite par Rashid al-Din,,. C'est une épopée de la mythologie mongole classique.
Abulghazi Bahadur, khan du Khanat de Khiva (1643-63), raconte l'Ergenekon mongol parmi les mythes de la création dans son ouvrage du XVIIe siècle Shajara-i turk (Généalogie des Turcs).

## Dans la littérature turque

### Traductions et poèmes
À la fin de l'ère ottomane, l'Ergenekon est apprécié dans la littérature turque (en particulier pendant le mouvement de nationalisme turc), décrivant une Turquie mythique, un lieu originel situé dans les vallées inaccessibles des montagnes de l'Altaï.
En 1864, Ahmed Vefik Pacha traduit Shajara-i turk en turc ottoman sous le titre Şecere-i Evşâl-i Türkiyye, publié dans le journal Tasvir-i Efkâr. Le poème de Ziya Gökalp replace l'épopée de l'Ergenekon dans le contexte de l'histoire des peuples turcs, publiée sous le titre Türk An'anesi: Ergenekon dans le Türk Duygusu magazine du 8 mai au 5 juin 1913, Altın Armağan en septembre 1913, et sous le titre d'Ergenekon dans Kızılelma en 1914. Le poème d'Ömer Seyfettin sur le sujet a été publié dans Halka Doğru magazine le 9 avril 1914. Rıza Nur traduit Shajara-i turk en turc moderne en 1925, et mentionne l'Ergenekon dans Oğuznâme, publié à Alexandrie en 1928

### Histoire turque et légende de l'Ergenekon
Au début de l'ère républicaine de la Turquie (en particulier dans les années 1930, lorsque le nationalisme ethnique prend de l'influence en Turquie), les contes de Bozkurt, Asena et Ergenekon ont été valorisés de concert avec l'ethnocentrisme turc, et inclus dans les manuels d'histoire en tant que mythe de la création de Göktürk,.
En 1933, Şevket Süreyya Aydemir, un intellectuel turc et l'un des fondateurs et des principaux théoriciens du mouvement de la Kadro, valorise l'épopée de l'Ergenekon de concert avec la révolution turque. Dans la nouvelle version turque de la Légende d'Ergenekon, le motif du loup gris (en turc : bozkurt) a été ajouté (texte turc, version du Ministère de l'éducation nationale de la Turquie).

## Mythologie comparée
Selon Ergun Candan, il y a quelques similitudes entre les mythologies des autres cultures dans leur symbolisme. La louve Asena montre aux Turcs le chemin à travers le labyrinthe de vallées et cols de montagne. Selon Ergun Candan, la louve peut être considérée comme un symbole de « l'étoile-chien » Sirius.

## Sources externes
- Ergenekon sur WikiSource (en turc), version du Ministère de l'Éducation Nationale de la Turquie.